# Charles Percy
Charles Harting (Chuck) Percy (Pensacola (Florida), 27 september 1919 – Washington D.C., 17 september 2011) was een Amerikaans ondernemer, en politicus van de Republikeinse Partij.
Tijdens de Tweede Wereldoorlog diende Percy in de United States Navy. Hij was van 1949 tot 1965 de bestuursvoorzitter van het productiebedrijf Bell & Howell. In 1964 was hij de Republikeinse kandidaat voor het gouverneurschap van Illinois, maar hij verloor van de Democraat Otto Kerner.
In 1966 stelde hij zich kandidaat voor de Senaat als de uitdager van zittend Democraat Paul Douglas. Tijdens de campagne werd zijn 21-jarige dochter Valerie vermoord in hun huis in Illinois. Percy staakte de campagne voor twee weken. Hij versloeg Douglas uiteindelijk met 56% van de stemmen.
Percy was een tegenstander van president Richard Nixon en de Vietnamoorlog. Als liberaal-Republikein was hij daarentegen een politieke steun voor president Gerald Ford en zijn vicepresident, medeliberaal-Republikein Nelson Rockefeller.

Tijdens zijn herverkiezing in 1984 werd hij verslagen door de Democratische afgevaardigde Paul Martin Simon.
Percy overleed op 17 september 2011 op 91-jarige leeftijd na een jarenlange strijd met Alzheimer.

Zijn dochter Sharon is getrouwd met Jay Rockefeller, Democratisch senator voor West Virginia.
- Gemeinsame Normdatei: 1173200967
- International Standard Name Identifier: 0000 0000 8320 8210
- Library of Congress Control Number: n50009663
- National Archives and Records Administration: 10582927
- Nationale Bibliotheek van Israël: 987007463192705171
- Nederlandse Thesaurus van Auteursnamen: 228179343
- SNAC: w6c53n4r
- Système universitaire de documentation: 084523875
- Biographical Directory of the United States Congress: P000222
- Virtual International Authority File: 115192478
- WorldCat: E39PBJgmKD7gXT9yHWW8xh3xXd